# TuS Seelze
Der TuS Seelze (offizielle: Turn- und Sportverein Seelze von 1919 e.V.) ist ein Sportverein aus Seelze in der Region Hannover. Die erste Fußballmannschaft spielte von 1947 bis 1951 in der höchsten niedersächsischen Amateurliga.

## Geschichte
Der Verein entstand im Jahre 1945 durch die Fusion des SV 1919 Seelze und des MTV Seelze. Zwei Jahre später gehörten die Seelzer zu den Gründungsmitgliedern der zweitklassigen Landesliga Hannover. 1949 qualifizierte sich der TuS für die neu geschaffene Amateuroberliga Niedersachsen-West. Hier konnte sich die Mannschaft zwei Jahre lang halten, ehe die Seelzer 1951 nach einer Niederlage im Entscheidungsspiel gegen Schwarz-Weiß Varel absteigen mussten.
Nunmehr in der drittklassigen Amateurliga 3 spielend wurde 1954 mit Rang drei die beste Platzierung erreicht. Das Spitzenspiel gegen den TSV Havelse sahen über 3.000 Zuschauer. Anfang der 1960er Jahre erreichte man noch zweimal Platz fünf und 1963 Platz vier. Ein Jahr später verpasste der TuS als Tabellenletzter die neu geschaffene Verbandsliga Süd und spielt seitdem nur noch auf lokaler Ebene. Im Jahre 2017 stieg die erste Mannschaft in die 1. Kreisklasse Hannover-Land ab.